# Calles
Calles – gmina w Hiszpanii, w prowincji Walencja, we wspólnocie autonomicznej Walencja, o powierzchni 64,54 km². W 2011 roku liczyła 464 mieszkańców.